# Parafia Najświętszego Ciała i Krwi Chrystusa w Zawierciu
Parafia Najświętszego Ciała i Krwi Chrystusa – parafia rzymskokatolicka w Zawierciu. Należy do dekanatu Zawiercie – Świętych Apostołów Piotra i Pawła archidiecezji częstochowskiej. Została utworzona w 1989 roku. Kościół parafialny został zbudowany w latach 1995–1998, konsekrowany w 2004 roku.
Przy parafii swoją działalność prowadzą: Stowarzyszenie Dzieci Niepełnosprawnych „Daj Szansę”, Apostolstwo Dobrej Śmierci, Bractwo Dzieciątka Jezus, Ruch Domowego Kościoła, Ruch „Światło Życie”, schola dziecięca, zespół młodzieżowy wokalno-instrumentalny, Parafialna Caritas, Bractwo Trzeźwości, Dzieci Maryi, Biuro i Rodzina Radia Maryja, Żywy Różaniec oraz Kluby Językowe: niemiecki, włoski i angielski.